# Lista de espécies do gênero Arthrocardia
Arthrocardia Decaisne, 1842 é o nome botânico de um gênero de algas vermelhas pluricelulares da família Corallinaceae, subfamília Corallinoideae.
- Algas marinhas. São encontradas no sul da Africa, sul da Austrália, Brasil e uma espécie é encontrada na costa oeste da América do Norte.

Atualmente apresenta 10 espécies taxonomicamente válidas:

## Espécies
- Arthrocardia anceps (Yendo) Johansen, 1984

= Corallina anceps Kützing, 1843
= Cheilosporum anceps Yendo, 1902
- Arthrocardia carinata (Kützing) Johansen, 1984

= Corallina carinata Kützing, 1858
= Arthrocardia linearis Manza, 1937
- Arthrocardia corymbosa (Lamarck) Decaisne, 1842

= Corallina corymbosa Lamarck, 1815
= Amphiroa corymbosa (Lamarck) Decaisne, 1842
= Cheilosporum corymbosum (Lamarck) Decaisne, 1842
- Arthrocardia duthieae H.W. Johansen, 1969

= Duthiea setchellii Manza, 1937
= Duthiophycus setchellii (Manza) Tandy, 1938
- Arthrocardia filicula (Lamarck) Johansen, 1984

= Corallina filicula Lamarck, 1815
= Cheilosporum palmatum var. filicula (Lamarck) Yendo, 1902
- Arthrocardia flabellata (Kützing) Manza, 1940

= Corallina flabellata Kützing, 1858
= Arthrocardia gardneri Manza, 1937
= Arthrocardia stephensonii Manza, 1937
- Arthrocardia palmata (J. Ellis & Solander) J.E. Areschoug in J. Agardh, 1852

= Corallina palmata Ellis & Solander, 1786
= Cheilosporum palmatum (Ellis & Solander) Yendo, 1902
= Arthrocardia attenuata Manza, 1937
= Jania digitata Manza, 1937
- Arthrocardia setchellii Manza
- Arthrocardia silvae H.W. Johansen, 1971
- Arthrocardia wardii (Harvey) Areschoug, 1852

= Amphiroa wardii Harvey, 1849
= Amphiroa mallardiae Harvey, 1849
= Arthrocardia mallardiae (Harvey) Areschoug, 1852
= Cheilosporum wardii (Harvey) De Toni, 1905
= Cheilosporum mallardiae (Harvey) De Toni, 1905